# Colin Smith (Leichtathlet)
Colin Smith (Colin George Smith; * 2. August 1935 in Harlesden, London Borough of Brent; † 21. Dezember 2014) war ein britischer Speerwerfer.
Bei den British Empire and Commonwealth Games gewann er für England startend 1958 in Cardiff mit 71,29 m Gold und 1962 in Perth mit seiner persönlichen Bestleistung von 77,94 m Silber.
1958, 1959 und 1963 wurde er Englischer Meister.